# 恩蒂亚特 (华盛顿州)
恩蒂亚特（英語：Entiat）是美国华盛顿州奇兰县下属的一座城市。根据2000年美国人口普查，该市有人口957人。根据2010年美国人口普查，该市有人口1,112人。而2011年估计该市有1,129人。

## 外部連結
- （英文） 华盛顿州恩蒂亚特市
- （英文） 恩蒂亚特校區 （页面存档备份，存于）